# Tatort: Es lebe der König!
Es lebe der König! ist ein Fernsehfilm aus der Krimireihe Tatort. Der im Auftrag des WDR produzierte Beitrag ist die 1148. Tatort-Episode und der 38. Fall des Ermittlerduos Thiel und Boerne. Er wurde am 13. Dezember 2020 im Ersten erstmals ausgestrahlt.

## Handlung
Im Burggraben des Wasserschlosses „Haus Lüdecke“ entdeckt die ehemalige Eigentümerin Clarissa von Lüdecke eine Leiche in Ritterrüstung. Bei dem Toten handelt es sich um den Burgherrn Manfred Radtke. Der frühere erfolgreiche Schausteller und „Kirmeskönig“ hatte die Burg von Clarissa von Lüdecke erworben, um sie als Mittelalter-Freizeitpark zu vermarkten. Mittelpunkt sollte – sehr zum Missfallen der früheren Besitzerin – ein blutrünstiges Theaterstück über die Wiedertäufer werden. Zum 70. Geburtstag Radtkes sollte es in Anwesenheit zahlreicher Sponsoren aufgeführt werden.
Kommissar Thiel ermittelt, dass es Radtkes Firma nach einer Steuerprüfung sehr schlecht geht. Zu Beginn seiner Karriere war Radtke anscheinend mit Hugo Draak befreundet, der der Polizei inzwischen als Drogenbaron bekannt ist. Professor Boerne stellt fest, dass Radtke auf untypische Weise ertrunken ist. Und: jemand muss Radtke beim Anlegen der schweren Rüstung geholfen haben. Außerdem litt der Tote unter bereits fortgeschrittener Demenz.
Bei der Befragung der Familie stellt Thiel fest, dass Claudia Radtke die treibende Kraft hinter dem Aufbau des Parks ist. Sie will das geplante Event auch nach Radtkes Tod durchführen, denn nur so kann das Projekt vor dem Ruin bewahrt werden. Ihr Bruder Tobias folgt ihr, während Farnaz, zweite Ehefrau Radtkes und ehemalige Prostituierte, in Tobias verliebt ist.
Staatsanwalt Söltenfuss versucht, Staatsanwältin Klemm auszuhorchen. Die vermutet eine Verbindung des Kollegen zur Familie der Burgbesitzer und veranlasst eine Hausdurchsuchung in der Burg, an der auch Professor Boerne teilnimmt. Boerne trifft dabei auf seine frühere Studentin Rosemarie Sieber, die jetzt beim Freizeitpark als Requisiteurin angestellt ist. Über eine Handynachricht wurde sie aufgefordert, Boerne auszuhorchen. Da Boerne diese Nachricht zu sehen bekommt, scheitert der Versuch. In Radtkes offenem Safe wird ein Video sichergestellt, das Clarissa von Lüdecke in einer verfänglichen Situation zeigt. Clarissa von Lüdecke gibt zu, dass Radtke ihr die Burg unter der Drohung abgepresst hat, dieses Video zu veröffentlichen.
Da zum Gedenkfest für Radtke an dessen 70. Geburtstag auch der Drogenbaron Hugo Draak erwartet wird, überwachen Thiel und Boerne die Veranstaltung. Als Draak eintrifft und mit Claudia Radtke besprechen will, wie die Burg als Drogenumschlagplatz genutzt werden kann, will Thiel Draak und Claudia Radtke verhaften. Da gibt der frisch eingetroffene Staatsanwalt Söltenfuss den verdeckt ermittelnden BKA-Beamten den Befehl zum Zugriff. In diesem Zusammenhang outet sich auch die Studentin Rosemarie Sieber als verdeckte Ermittlerin, die in Söltenfuss’ Auftrag auf der Burg im Einsatz war und Boerne nur deshalb aushorchen wollte, um die geplante Aktion nicht durch die Mordermittlungen gefährdet zu wissen.
Im Gespräch mit Thiel gibt Tobias Radtke zu, seinen Vater mit der Rüstung in den Burggraben gestoßen zu haben, um ihm den langsamen Tod in einem Gefängniskrankenhaus zu ersparen, da er nicht nur Clarissa von Lüdecke erpresst, sondern auch den Kontakt zu dem Drogenbaron eingefädelt hatte.

## Hintergrund
Der Film wurde vom 15. Juni 2020 bis zum 14. Juli 2020 in Münster, Köln und Umgebung gedreht. Hauptkulisse für das fiktive „Haus Lüdecke“ war Schloss Hülchrath in Grevenbroich. Wegen strenger Hygieneregeln aufgrund der Covid-19-Pandemie musste das Drehbuch in kurzer Zeit umgeschrieben werden. So spielt der Film fast ausschließlich im Freien am Schloss mit wenigen Personen, während der Showdown mit vielen Komparsen gestrichen wurde.

## Rezeption

### Kritiken
Christian Buß bewertete den Film im Spiegel mit vier von zehn möglichen Punkten und bemängelte: „Doch ach, in der neuen Folge zündet kaum ein Gag, und es wird auch kein Kapital aus dem Schauerpotenzial des Gewaltexzesses von ehedem geschlagen. […] Und dass […] mit der Folge ‚Limbus‘ ein besonders leichtfüßiger […] Münster-‚Tatort‘ lief, verstärkt nun noch das Gefühl von Angespanntheit, das die neue Episode hinterlässt.“
Auch der Film-Dienst, der zwei von fünf möglichen Sternen vergab, äußerte sich wenig überzeugt von dem Film. Es sei eine weitgehend „fade ‚Tatort‘-Episode“ mit Thiel und Boerne, „denen hier nur wenige originelle Dialogwechsel gelingen, mit denen sich die fehlende Spannung des Kriminalplots nicht auffangen lässt. Auch die vielversprechende Kulisse wird nur halbherzig in die Handlung eingebunden.“
Die Frankfurter Rundschau erkannte an, dass „der Münster-Tatort den ermüdenden Hang zur Clownsdarbietung immer wieder mit Volten und Finessen“ überwindet. Regisseurin Buket Alakus wisse das Klamottige dieser Bilderwelt in eleganten Grenzen zu halten, und Autor Benjamin Hessler habe den Figuren nicht nur Späßchen, sondern auch bizarre Gedankengänge ins Buch geschrieben.

### Einschaltquote
Die Erstausstrahlung des Films am 13. Dezember 2020 hatte in Deutschland eine Reichweite von 13,8 Millionen Zuschauern und einen Marktanteil von 36,5 % für Das Erste. Damit war der Film 2020 die meistgesehene Sendung im deutschen Fernsehen.